# تارسیسیو اگوادو
تارسیسیو اگوادو (انگلیسی: Tarsicio Aguado؛ زادهٔ ۱۶ اکتبر ۱۹۹۴) بازیکن فوتبال اهل اسپانیا است.
از باشگاه‌هایی که در آن بازی کرده‌است می‌توان به باشگاه فوتبال اتلتیک بیلبائو بی و باشگاه فوتبال رئال ساراگوسا اشاره کرد.